# Cupa Davis 2003
Cupa Davis 2003 reprezintă cea de-a 92-a ediție a turneului masculin de tenis pe națiuni. În finala care a avut loc în perioada 28-30 noiembrie, Australia a învins Spania și a obținut cel de-al 28-lea titlu al său.

## Cupa Mondială 2003
| 2003 Echipele Grupei Mondiale | 2003 Echipele Grupei Mondiale | 2003 Echipele Grupei Mondiale | 2003 Echipele Grupei Mondiale |
| Argentina                     | Australia                     | Belgia                        | Brazilia                      |
| Cehia                         | Croația                       | Elveția                       | Franța                        |
| Germania                      | Olanda                        | Regatul Unit                  | România                       |
| Rusia                         | Spania                        | Suedia                        | Statele Unite                 |
| ----------------------------- | ----------------------------- | ----------------------------- | ----------------------------- |

### Rezultate
|  | Turul unu 7-9 februarie | Turul unu 7-9 februarie | Turul unu 7-9 februarie |   |            | Turul doi 4-6 aprilie | Turul doi 4-6 aprilie | Turul doi 4-6 aprilie |   |  | Semifinale 19-21 septembrie | Semifinale 19-21 septembrie | Semifinale 19-21 septembrie |   |  | Finală 28-30 noiembrie | Finală 28-30 noiembrie | Finală 28-30 noiembrie |
|  |                         |                         |                         |   |            |                       |                       |                       |   |  |                             |                             |                             |   |  |                        |                        |                        |
|  |                         | România*                | 1                       |   |            |                       |                       |                       |   |  |                             |                             |                             |   |  |                        |                        |                        |
|  |                         | Franța                  | 4                       |   |            |                       |                       |                       |   |  |                             |                             |                             |   |  |                        |                        |                        |
|  |                         | Franța                  | 4                       |   | Franța*    | 2                     |                       |                       |   |  |                             |                             |                             |   |  |                        |                        |                        |
|  |                         |                         |                         |   | Franța*    | 2                     |                       |                       |   |  |                             |                             |                             |   |  |                        |                        |                        |
|  |                         |                         | Elveția                 | 3 |            |                       |                       |                       |   |  |                             |                             |                             |   |  |                        |                        |                        |
|  |                         | Olanda*                 | Elveția                 | 3 | 2          |                       |                       |                       |   |  |                             |                             |                             |   |  |                        |                        |                        |
|  |                         | Olanda*                 |                         |   | 2          |                       |                       |                       |   |  |                             |                             |                             |   |  |                        |                        |                        |
|  |                         | Elveția                 | 3                       |   |            |                       |                       |                       |   |  |                             |                             |                             |   |  |                        |                        |                        |
|  |                         |                         |                         |   |            |                       |                       | Elveția               | 2 |  |                             |                             |                             |   |  |                        |                        |                        |
|  |                         |                         |                         |   |            |                       |                       |                       | 2 |  |                             |                             |                             |   |  |                        |                        |                        |
|  |                         |                         | Australia*              | 3 |            |                       |                       |                       |   |  |                             |                             |                             |   |  |                        |                        |                        |
|  |                         | Australia*              | Australia*              | 3 | 4          |                       |                       |                       |   |  |                             |                             |                             |   |  |                        |                        |                        |
|  |                         | Australia*              |                         |   | 4          |                       |                       |                       |   |  |                             |                             |                             |   |  |                        |                        |                        |
|  |                         | Regatul Unit            | 1                       |   |            |                       |                       |                       |   |  |                             |                             |                             |   |  |                        |                        |                        |
|  |                         | Regatul Unit            | 1                       |   | Australia  | 5                     |                       |                       |   |  |                             |                             |                             |   |  |                        |                        |                        |
|  |                         |                         |                         |   | Australia  | 5                     |                       |                       |   |  |                             |                             |                             |   |  |                        |                        |                        |
|  |                         |                         | Suedia*                 | 0 |            |                       |                       |                       |   |  |                             |                             |                             |   |  |                        |                        |                        |
|  |                         | Suedia*                 | Suedia*                 | 0 | 3          |                       |                       |                       |   |  |                             |                             |                             |   |  |                        |                        |                        |
|  |                         | Suedia*                 |                         |   | 3          |                       |                       |                       |   |  |                             |                             |                             |   |  |                        |                        |                        |
|  |                         | Brazilia                | 2                       |   |            |                       |                       |                       |   |  |                             |                             |                             |   |  |                        |                        |                        |
|  |                         |                         |                         |   |            |                       |                       |                       |   |  |                             |                             | Australia*                  | 3 |  |                        |                        |                        |
|  |                         |                         |                         |   |            |                       |                       |                       |   |  |                             |                             |                             |   |  |                        |                        |                        |
|  |                         |                         | Spania                  | 0 |            |                       |                       |                       |   |  |                             |                             |                             |   |  |                        |                        |                        |
|  |                         | Croația*                | Spania                  | 0 | 4          |                       |                       |                       |   |  |                             |                             |                             |   |  |                        |                        |                        |
|  |                         | Croația*                |                         |   | 4          |                       |                       |                       |   |  |                             |                             |                             |   |  |                        |                        |                        |
|  |                         | Statele Unite           | 1                       |   |            |                       |                       |                       |   |  |                             |                             |                             |   |  |                        |                        |                        |
|  |                         | Statele Unite           | 1                       |   | Croația    | 0                     |                       |                       |   |  |                             |                             |                             |   |  |                        |                        |                        |
|  |                         |                         |                         |   | Croația    | 0                     |                       |                       |   |  |                             |                             |                             |   |  |                        |                        |                        |
|  |                         |                         | Spania*                 | 5 |            |                       |                       |                       |   |  |                             |                             |                             |   |  |                        |                        |                        |
|  |                         | Spania*                 | Spania*                 | 5 | 5          |                       |                       |                       |   |  |                             |                             |                             |   |  |                        |                        |                        |
|  |                         | Spania*                 |                         |   | 5          |                       |                       |                       |   |  |                             |                             |                             |   |  |                        |                        |                        |
|  |                         | Belgia                  | 0                       |   |            |                       |                       |                       |   |  |                             |                             |                             |   |  |                        |                        |                        |
|  |                         |                         |                         |   |            |                       |                       | Spania*               | 5 |  |                             |                             |                             |   |  |                        |                        |                        |
|  |                         |                         |                         |   |            |                       |                       |                       | 5 |  |                             |                             |                             |   |  |                        |                        |                        |
|  |                         |                         | Argentina               | 0 |            |                       |                       |                       |   |  |                             |                             |                             |   |  |                        |                        |                        |
|  |                         | Argentina*              | Argentina               | 0 | 5          |                       |                       |                       |   |  |                             |                             |                             |   |  |                        |                        |                        |
|  |                         | Argentina*              |                         |   | 5          |                       |                       |                       |   |  |                             |                             |                             |   |  |                        |                        |                        |
|  |                         | Germania                | 0                       |   |            |                       |                       |                       |   |  |                             |                             |                             |   |  |                        |                        |                        |
|  |                         | Germania                | 0                       |   | Argentina* | 5                     |                       |                       |   |  |                             |                             |                             |   |  |                        |                        |                        |
|  |                         |                         |                         |   | Argentina* | 5                     |                       |                       |   |  |                             |                             |                             |   |  |                        |                        |                        |
|  |                         |                         | Rusia                   | 0 |            |                       |                       |                       |   |  |                             |                             |                             |   |  |                        |                        |                        |
|  |                         | Cehia*                  | Rusia                   | 0 | 2          |                       |                       |                       |   |  |                             |                             |                             |   |  |                        |                        |                        |
|  |                         | Cehia*                  |                         |   | 2          |                       |                       |                       |   |  |                             |                             |                             |   |  |                        |                        |                        |
|  |                         | Rusia                   | 3                       |   |            |                       |                       |                       |   |  |                             |                             |                             |   |  |                        |                        |                        |

#### Legendă
- F=favorit
- *=țară gazdă

## Turul unu
| | România | 1                              | -    | 4 | Franța |  |  |
| --- | ------- | ------------------------------ | ---- | - | ------ |  |  |
| Sala Polivalentă, București, România |         |                                |      |   |        |  |  |
| 7 - 9 februarie 2003 |         |                                |      |   |        |  |  |
| \| 1 \| \| Adrian Voinea \| 2 \| 3 \| 6(10) \| \| \| \| 1 \| \| Sébastien Grosjean \| 6 \| 6 \| 7 \| \| \| \| 2 \| \| Andrei Pavel \| 6(2) \| 2 \| 6(5) \| \| \| \| 2 \| \| Nicolas Escude \| 7 \| 6 \| 7 \| \| \| \| 3 \| \| Andrei Pavel-Gabriel Trifu \| 4 \| 3 \| 6(4) \| \| \| \| 3 \| \| Michael Llodra-Fabrice Santoro \| 6 \| 6 \| 7 \| \| \| \| \| \| \| \| \| \| \| \| \| 4 \| \| Victor Hănescu \| 6 \| 6 \| \| \| \| \| 4 \| \| Fabrice Santoro \| 1 \| 4 \| \| \| \| \| \| \| \| \| \| \| \| \| \| 5 \| \| Gabriel Trifu \| 6(3) \| 6 \| 4 \| \| \| \| 5 \| \| Nicolas Escude \| 7 \| 4 \| 6 \| \| \| \| \| \| \| \| \| \| \| \| |         |                                |      |   |        |  |  |
| 1 |         | Adrian Voinea                  | 2    | 3 | 6(10)  |  |  |
| 1 |         | Sébastien Grosjean             | 6    | 6 | 7      |  |  |
| 2 |         | Andrei Pavel                   | 6(2) | 2 | 6(5)   |  |  |
| 2 |         | Nicolas Escude                 | 7    | 6 | 7      |  |  |
| 3 |         | Andrei Pavel-Gabriel Trifu     | 4    | 3 | 6(4)   |  |  |
| 3 |         | Michael Llodra-Fabrice Santoro | 6    | 6 | 7      |  |  |
| |         |                                |      |   |        |  |  |
| 4 |         | Victor Hănescu                 | 6    | 6 |        |  |  |
| 4 |         | Fabrice Santoro                | 1    | 4 |        |  |  |
| |         |                                |      |   |        |  |  |
| 5 |         | Gabriel Trifu                  | 6(3) | 6 | 4      |  |  |
| 5 |         | Nicolas Escude                 | 7    | 4 | 6      |  |  |
| |         |                                |      |   |        |  |  |

| | Olanda | 2                            | -    | 3    | Elveția |   |   |
| --- | ------ | ---------------------------- | ---- | ---- | ------- | - | - |
| Gelredome, Arnhem, Olanda |        |                              |      |      |         |   |   |
| 7 - 9 februarie 2003 |        |                              |      |      |         |   |   |
| \| 1 \| \| Sjeng Schalken \| 6 \| 7 \| 1 \| 4 \| 6 \| \| 1 \| \| Michel Kratochvil \| 3 \| 5 \| 6 \| 6 \| 4 \| \| 2 \| \| Raemon Sluiter \| 2 \| 1 \| 3 \| \| \| \| 2 \| \| Roger Federer \| 6 \| 6 \| 6 \| \| \| \| 3 \| \| Paul Haarhuis-Martin Verkerk \| 3 \| 6 \| 6 \| 7 \| \| \| 3 \| \| George Bastl-Roger Federer \| 6 \| 3 \| 4 \| 5 \| \| \| \| \| \| \| \| \| \| \| \| 4 \| \| Sjeng Schalken \| 6(2) \| 4 \| 5 \| \| \| \| 4 \| \| Roger Federer \| 7 \| 6 \| 7 \| \| \| \| \| \| \| \| \| \| \| \| \| 5 \| \| Martin Verkerk \| 6 \| 6(5) \| 6(6) \| 1 \| \| \| 5 \| \| Michel Kratochvil \| 1 \| 7 \| 7 \| 6 \| \| \| \| \| \| \| \| \| \| \| |        |                              |      |      |         |   |   |
| 1 |        | Sjeng Schalken               | 6    | 7    | 1       | 4 | 6 |
| 1 |        | Michel Kratochvil            | 3    | 5    | 6       | 6 | 4 |
| 2 |        | Raemon Sluiter               | 2    | 1    | 3       |   |   |
| 2 |        | Roger Federer                | 6    | 6    | 6       |   |   |
| 3 |        | Paul Haarhuis-Martin Verkerk | 3    | 6    | 6       | 7 |   |
| 3 |        | George Bastl-Roger Federer   | 6    | 3    | 4       | 5 |   |
| |        |                              |      |      |         |   |   |
| 4 |        | Sjeng Schalken               | 6(2) | 4    | 5       |   |   |
| 4 |        | Roger Federer                | 7    | 6    | 7       |   |   |
| |        |                              |      |      |         |   |   |
| 5 |        | Martin Verkerk               | 6    | 6(5) | 6(6)    | 1 |   |
| 5 |        | Michel Kratochvil            | 1    | 7    | 7       | 6 |   |
| |        |                              |      |      |         |   |   |

| | Australia | 4                              | - | 1    | Marea Britanie |   |  |
| --- | --------- | ------------------------------ | - | ---- | -------------- | - |  |
| Sydney International Tennis Centre, Sydney, Australia |           |                                |   |      |                |   |  |
| 7 - 9 februarie 2003 |           |                                |   |      |                |   |  |
| \| 1 \| \| Mark Phillipoussis \| 6 \| 6 \| 6 \| \| \| \| 1 \| \| Alan Mackin \| 3 \| 3 \| 3 \| \| \| \| 2 \| \| Lleyton Hewitt \| 7 \| 6 \| 6 \| \| \| \| 2 \| \| Alex Bogdanovic \| 5 \| 1 \| 2 \| \| \| \| 3 \| \| Lleyton Hewitt-Todd Woodbridge \| 6 \| 6 \| 4 \| 6 \| \| \| 3 \| \| Miles McLagan-Arvind Parmar \| 1 \| 3 \| 6 \| 2 \| \| \| \| \| \| \| \| \| \| \| \| 4 \| \| Wayne Arthurs \| 4 \| 6 \| 6 \| \| \| \| 4 \| \| Miles McLagan \| 6 \| 1 \| 4 \| \| \| \| \| \| \| \| \| \| \| \| \| 5 \| \| Todd Woodbridge \| 2 \| 6(4) \| \| \| \| \| 5 \| \| Alex Bogdanovic \| 6 \| 7 \| \| \| \| \| \| \| \| \| \| \| \| \| |           |                                |   |      |                |   |  |
| 1 |           | Mark Phillipoussis             | 6 | 6    | 6              |   |  |
| 1 |           | Alan Mackin                    | 3 | 3    | 3              |   |  |
| 2 |           | Lleyton Hewitt                 | 7 | 6    | 6              |   |  |
| 2 |           | Alex Bogdanovic                | 5 | 1    | 2              |   |  |
| 3 |           | Lleyton Hewitt-Todd Woodbridge | 6 | 6    | 4              | 6 |  |
| 3 |           | Miles McLagan-Arvind Parmar    | 1 | 3    | 6              | 2 |  |
| |           |                                |   |      |                |   |  |
| 4 |           | Wayne Arthurs                  | 4 | 6    | 6              |   |  |
| 4 |           | Miles McLagan                  | 6 | 1    | 4              |   |  |
| |           |                                |   |      |                |   |  |
| 5 |           | Todd Woodbridge                | 2 | 6(4) |                |   |  |
| 5 |           | Alex Bogdanovic                | 6 | 7    |                |   |  |
| |           |                                |   |      |                |   |  |

| | Suedia | 3                             | - | 2 | Brazilia |   |   |
| --- | ------ | ----------------------------- | - | - | -------- | - | - |
| Idrottens Hus, Helsingborg, Suedia |        |                               |   |   |          |   |   |
| 7 - 9 februarie 2003 |        |                               |   |   |          |   |   |
| \| 1 \| \| Andreas Vinciguerra \| 1 \| 4 \| 4 \| \| \| \| 1 \| \| Gustavo Kuerten \| 6 \| 6 \| 6 \| \| \| \| 2 \| \| Jonas Björkman \| 6 \| 5 \| 6 \| 4 \| 6 \| \| 2 \| \| Andre Sa \| 4 \| 7 \| 2 \| 6 \| 1 \| \| 3 \| \| Jonas Björkman-Magnus Larsson \| 4 \| 6 \| 7 \| 2 \| 2 \| \| 3 \| \| Gustavo Kuerten-Andre Sa \| 6 \| 2 \| 5 \| 6 \| 6 \| \| \| \| \| \| \| \| \| \| \| 4 \| \| Jonas Björkman \| 6 \| 6 \| 4 \| 4 \| 6 \| \| 4 \| \| Gustavo Kuerten \| 4 \| 4 \| 6 \| 6 \| 1 \| \| \| \| \| \| \| \| \| \| \| 5 \| \| Andreas Vinciguerra \| 6 \| 7 \| 6 \| \| \| \| 5 \| \| Flavio Saretta \| 1 \| 5 \| 3 \| \| \| \| \| \| \| \| \| \| \| \| |        |                               |   |   |          |   |   |
| 1 |        | Andreas Vinciguerra           | 1 | 4 | 4        |   |   |
| 1 |        | Gustavo Kuerten               | 6 | 6 | 6        |   |   |
| 2 |        | Jonas Björkman                | 6 | 5 | 6        | 4 | 6 |
| 2 |        | Andre Sa                      | 4 | 7 | 2        | 6 | 1 |
| 3 |        | Jonas Björkman-Magnus Larsson | 4 | 6 | 7        | 2 | 2 |
| 3 |        | Gustavo Kuerten-Andre Sa      | 6 | 2 | 5        | 6 | 6 |
| |        |                               |   |   |          |   |   |
| 4 |        | Jonas Björkman                | 6 | 6 | 4        | 4 | 6 |
| 4 |        | Gustavo Kuerten               | 4 | 4 | 6        | 6 | 1 |
| |        |                               |   |   |          |   |   |
| 5 |        | Andreas Vinciguerra           | 6 | 7 | 6        |   |   |
| 5 |        | Flavio Saretta                | 1 | 5 | 3        |   |   |
| |        |                               |   |   |          |   |   |

| | Croația | 4                              | -    | 1 | Statele Unite |   |   |
| --- | ------- | ------------------------------ | ---- | - | ------------- | - | - |
| Hall Dom Sportova, Zagreb, Croația |         |                                |      |   |               |   |   |
| 7 - 9 februarie 2003 |         |                                |      |   |               |   |   |
| \| 1 \| \| Ivan Ljubičić \| 7 \| 6 \| 6 \| \| \| \| 1 \| \| Mardy Fish \| 5 \| 3 \| 4 \| \| \| \| 2 \| \| Mario Ančić \| 1 \| 2 \| 6(5) \| \| \| \| 2 \| \| James Blake \| 6 \| 6 \| 7 \| \| \| \| 3 \| \| Goran Ivanišević-Ivan Ljubičić \| 3 \| 4 \| 7 \| 6 \| 6 \| \| 3 \| \| James Blake-Mardy Fish \| 6 \| 6 \| 6(4) \| 4 \| 4 \| \| \| \| \| \| \| \| \| \| \| 4 \| \| Ivan Ljubičić \| 6 \| 6 \| 6(5) \| 6 \| \| \| 4 \| \| James Blake \| 3 \| 7 \| 4 \| 3 \| \| \| \| \| \| \| \| \| \| \| \| 5 \| \| Mario Ančić \| 7 \| 3 \| 7 \| \| \| \| 5 \| \| Taylor Dent \| 6(5) \| 6 \| 6(10) \| \| \| \| \| \| \| \| \| \| \| \| |         |                                |      |   |               |   |   |
| 1 |         | Ivan Ljubičić                  | 7    | 6 | 6             |   |   |
| 1 |         | Mardy Fish                     | 5    | 3 | 4             |   |   |
| 2 |         | Mario Ančić                    | 1    | 2 | 6(5)          |   |   |
| 2 |         | James Blake                    | 6    | 6 | 7             |   |   |
| 3 |         | Goran Ivanišević-Ivan Ljubičić | 3    | 4 | 7             | 6 | 6 |
| 3 |         | James Blake-Mardy Fish         | 6    | 6 | 6(4)          | 4 | 4 |
| |         |                                |      |   |               |   |   |
| 4 |         | Ivan Ljubičić                  | 6    | 6 | 6(5)          | 6 |   |
| 4 |         | James Blake                    | 3    | 7 | 4             | 3 |   |
| |         |                                |      |   |               |   |   |
| 5 |         | Mario Ančić                    | 7    | 3 | 7             |   |   |
| 5 |         | Taylor Dent                    | 6(5) | 6 | 6(10)         |   |   |
| |         |                                |      |   |               |   |   |

| | Spania | 5                                 | -    | 0 | Belgia |   |   |
| --- | ------ | --------------------------------- | ---- | - | ------ | - | - |
| Centro Deportivo Tenis Olimpico, Sevillia, Spania |        |                                   |      |   |        |   |   |
| 7 - 9 februarie 2003 |        |                                   |      |   |        |   |   |
| \| 1 \| \| Juan Carlos Ferrero \| 6 \| 6 \| 7 \| \| \| \| 1 \| \| Christophe Rochus \| 3 \| 2 \| 5 \| \| \| \| 2 \| \| Carlos Moyá \| 7 \| 6 \| 7 \| \| \| \| 2 \| \| Xavier Malisse \| 6(2) \| 1 \| 6(5) \| \| \| \| 3 \| \| Alex Corretja-Albert Costa \| 6 \| 4 \| 6 \| 3 \| 8 \| \| 3 \| \| Christophe Rochus-Kristof Vliegen \| 4 \| 6 \| 3 \| 6 \| 6 \| \| \| \| \| \| \| \| \| \| \| 4 \| \| Juan Carlos Ferrero \| 6 \| 6 \| \| \| \| \| 4 \| \| Kristof Vliegen \| 1 \| 4 \| \| \| \| \| \| \| \| \| \| \| \| \| \| 5 \| \| Carlos Moyá \| 6 \| 6 \| \| \| \| \| 5 \| \| Christophe Rochus \| 2 \| 2 \| \| \| \| \| \| \| \| \| \| \| \| \| |        |                                   |      |   |        |   |   |
| 1 |        | Juan Carlos Ferrero               | 6    | 6 | 7      |   |   |
| 1 |        | Christophe Rochus                 | 3    | 2 | 5      |   |   |
| 2 |        | Carlos Moyá                       | 7    | 6 | 7      |   |   |
| 2 |        | Xavier Malisse                    | 6(2) | 1 | 6(5)   |   |   |
| 3 |        | Alex Corretja-Albert Costa        | 6    | 4 | 6      | 3 | 8 |
| 3 |        | Christophe Rochus-Kristof Vliegen | 4    | 6 | 3      | 6 | 6 |
| |        |                                   |      |   |        |   |   |
| 4 |        | Juan Carlos Ferrero               | 6    | 6 |        |   |   |
| 4 |        | Kristof Vliegen                   | 1    | 4 |        |   |   |
| |        |                                   |      |   |        |   |   |
| 5 |        | Carlos Moyá                       | 6    | 6 |        |   |   |
| 5 |        | Christophe Rochus                 | 2    | 2 |        |   |   |
| |        |                                   |      |   |        |   |   |

| | Argentina | 5                         | - | 0    | Germania |   |   |
| --- | --------- | ------------------------- | - | ---- | -------- | - | - |
| Club Atlético River Plate, Buenos Aires, Argentina |           |                           |   |      |          |   |   |
| 7 - 9 februarie 2003 |           |                           |   |      |          |   |   |
| \| 1 \| \| Gastón Gaudio \| 6 \| 6 \| 6 \| \| \| \| 1 \| \| Rainer Schüttler \| 2 \| 3 \| 0 \| \| \| \| 2 \| \| David Nalbandian \| 6 \| 7 \| 7 \| \| \| \| 2 \| \| Lars Burgsmüller \| 1 \| 6(4) \| 5 \| \| \| \| 3 \| \| L.Arnold Ker-D.Nalbandian \| 6 \| 0 \| 4 \| 6 \| 6 \| \| 3 \| \| M.Kohlmann-R.Schüttler \| 1 \| 6 \| 6 \| 1 \| 2 \| \| \| \| \| \| \| \| \| \| \| 4 \| \| Juan Ignacio Chela \| 6 \| 6 \| \| \| \| \| 4 \| \| David Prinosil \| 4 \| 1 \| \| \| \| \| \| \| \| \| \| \| \| \| \| 5 \| \| Gastón Gaudio \| 6 \| 6 \| \| \| \| \| 5 \| \| Lars Burgsmüller \| 3 \| 1 \| \| \| \| \| \| \| \| \| \| \| \| \| |           |                           |   |      |          |   |   |
| 1 |           | Gastón Gaudio             | 6 | 6    | 6        |   |   |
| 1 |           | Rainer Schüttler          | 2 | 3    | 0        |   |   |
| 2 |           | David Nalbandian          | 6 | 7    | 7        |   |   |
| 2 |           | Lars Burgsmüller          | 1 | 6(4) | 5        |   |   |
| 3 |           | L.Arnold Ker-D.Nalbandian | 6 | 0    | 4        | 6 | 6 |
| 3 |           | M.Kohlmann-R.Schüttler    | 1 | 6    | 6        | 1 | 2 |
| |           |                           |   |      |          |   |   |
| 4 |           | Juan Ignacio Chela        | 6 | 6    |          |   |   |
| 4 |           | David Prinosil            | 4 | 1    |          |   |   |
| |           |                           |   |      |          |   |   |
| 5 |           | Gastón Gaudio             | 6 | 6    |          |   |   |
| 5 |           | Lars Burgsmüller          | 3 | 1    |          |   |   |
| |           |                           |   |      |          |   |   |

| | Cehia | 2                                | -    | 3    | Rusia |   |   |
| --- | ----- | -------------------------------- | ---- | ---- | ----- | - | - |
| Palac Kultury A Sportu Vitkovice, Ostrava, Cehia |       |                                  |      |      |       |   |   |
| 7 - 9 februarie 2003 |       |                                  |      |      |       |   |   |
| \| 1 \| \| Jiří Novák \| 6 \| 4 \| 6 \| 6 \| \| \| 1 \| \| Nikolai Davidenko \| 4 \| 6 \| 1 \| 1 \| \| \| 2 \| \| Radek Štěpánek \| 6 \| 6(8) \| 7 \| 2 \| 3 \| \| 2 \| \| Mikhail Iujnîi \| 3 \| 7 \| 6(6) \| 6 \| 6 \| \| 3 \| \| Martin Damm-Cyril Suk \| 6(1) \| 6 \| 3 \| 3 \| \| \| 3 \| \| Evgeni Kafelnikov-Mikhail Iujnîi \| 7 \| 4 \| 6 \| 6 \| \| \| \| \| \| \| \| \| \| \| \| 4 \| \| Jiří Novák \| 6 \| 6 \| 7 \| \| \| \| 4 \| \| Evgeni Kafelnikov \| 2 \| 3 \| 6(5) \| \| \| \| \| \| \| \| \| \| \| \| \| 5 \| \| Radek Štěpánek \| 6 \| 6(4) \| 2 \| 6 \| 0 \| \| 5 \| \| Nikolai Davidenko \| 1 \| 7 \| 6 \| 3 \| 6 \| \| \| \| \| \| \| \| \| \| |       |                                  |      |      |       |   |   |
| 1 |       | Jiří Novák                       | 6    | 4    | 6     | 6 |   |
| 1 |       | Nikolai Davidenko                | 4    | 6    | 1     | 1 |   |
| 2 |       | Radek Štěpánek                   | 6    | 6(8) | 7     | 2 | 3 |
| 2 |       | Mikhail Iujnîi                   | 3    | 7    | 6(6)  | 6 | 6 |
| 3 |       | Martin Damm-Cyril Suk            | 6(1) | 6    | 3     | 3 |   |
| 3 |       | Evgeni Kafelnikov-Mikhail Iujnîi | 7    | 4    | 6     | 6 |   |
| |       |                                  |      |      |       |   |   |
| 4 |       | Jiří Novák                       | 6    | 6    | 7     |   |   |
| 4 |       | Evgeni Kafelnikov                | 2    | 3    | 6(5)  |   |   |
| |       |                                  |      |      |       |   |   |
| 5 |       | Radek Štěpánek                   | 6    | 6(4) | 2     | 6 | 0 |
| 5 |       | Nikolai Davidenko                | 1    | 7    | 6     | 3 | 6 |
| |       |                                  |      |      |       |   |   |

## Turul doi
| | Franța | 2                              | -    | 3 | Elveția |      |  |
| --- | ------ | ------------------------------ | ---- | - | ------- | ---- |  |
| Zenith Stadium, Toulouse, Franța |        |                                |      |   |         |      |  |
| 4 - 6 aprilie 2003 |        |                                |      |   |         |      |  |
| \| 1 \| \| Sébastien Grosjean \| 6 \| 6 \| 3 \| 6 \| \| \| 1 \| \| George Bastl \| 3 \| 4 \| 6 \| 3 \| \| \| 2 \| \| Nicolas Escude \| 3 \| 4 \| 6(3) \| \| \| \| 2 \| \| Roger Federer \| 6 \| 6 \| 7 \| \| \| \| 3 \| \| Nicolas Escude-Fabrice Santoro \| 4 \| 6 \| 3 \| 6(4) \| \| \| 3 \| \| Roger Federer-Marc Rosset \| 6 \| 3 \| 6 \| 7 \| \| \| \| \| \| \| \| \| \| \| \| 4 \| \| Fabrice Santoro \| 1 \| 0 \| 2 \| \| \| \| 4 \| \| Roger Federer \| 6 \| 6 \| 6 \| \| \| \| \| \| \| \| \| \| \| \| \| 5 \| \| Nicolas Escude \| 7 \| 5 \| 7 \| \| \| \| 5 \| \| George Bastl \| 6(5) \| 7 \| 6(3) \| \| \| \| \| \| \| \| \| \| \| \| |        |                                |      |   |         |      |  |
| 1 |        | Sébastien Grosjean             | 6    | 6 | 3       | 6    |  |
| 1 |        | George Bastl                   | 3    | 4 | 6       | 3    |  |
| 2 |        | Nicolas Escude                 | 3    | 4 | 6(3)    |      |  |
| 2 |        | Roger Federer                  | 6    | 6 | 7       |      |  |
| 3 |        | Nicolas Escude-Fabrice Santoro | 4    | 6 | 3       | 6(4) |  |
| 3 |        | Roger Federer-Marc Rosset      | 6    | 3 | 6       | 7    |  |
| |        |                                |      |   |         |      |  |
| 4 |        | Fabrice Santoro                | 1    | 0 | 2       |      |  |
| 4 |        | Roger Federer                  | 6    | 6 | 6       |      |  |
| |        |                                |      |   |         |      |  |
| 5 |        | Nicolas Escude                 | 7    | 5 | 7       |      |  |
| 5 |        | George Bastl                   | 6(5) | 7 | 6(3)    |      |  |
| |        |                                |      |   |         |      |  |

| | Suedia | 0                             | - | 5 | Australia |   |  |
| --- | ------ | ----------------------------- | - | - | --------- | - |  |
| Baltiska Hallen, Malmö, Suedia |        |                               |   |   |           |   |  |
| 4 - 6 aprilie 2003 |        |                               |   |   |           |   |  |
| \| 1 \| \| Jonas Björkman \| 1 \| 4 \| 4 \| \| \| \| 1 \| \| Mark Philippoussis \| 6 \| 6 \| 6 \| \| \| \| 2 \| \| Thomas Enqvist \| 4 \| 2 \| 7 \| 4 \| \| \| 2 \| \| Lleyton Hewitt \| 6 \| 6 \| 5 \| 6 \| \| \| 3 \| \| Jonas Björkman-Magnus Larsson \| 4 \| 2 \| 2 \| \| \| \| 3 \| \| Wayne Arthurs-Todd Woodbridge \| 6 \| 6 \| 6 \| \| \| \| \| \| \| \| \| \| \| \| \| 4 \| \| Joachim Johansson \| 3 \| 6 \| 6(4) \| \| \| \| 4 \| \| Wayne Arthurs \| 6 \| 3 \| 7 \| \| \| \| \| \| \| \| \| \| \| \| \| 5 \| \| Mangus Norman \| 5 \| 7 \| 3 \| \| \| \| 5 \| \| Mark Philippoussis \| 7 \| 5 \| 6 \| \| \| \| \| \| \| \| \| \| \| \| |        |                               |   |   |           |   |  |
| 1 |        | Jonas Björkman                | 1 | 4 | 4         |   |  |
| 1 |        | Mark Philippoussis            | 6 | 6 | 6         |   |  |
| 2 |        | Thomas Enqvist                | 4 | 2 | 7         | 4 |  |
| 2 |        | Lleyton Hewitt                | 6 | 6 | 5         | 6 |  |
| 3 |        | Jonas Björkman-Magnus Larsson | 4 | 2 | 2         |   |  |
| 3 |        | Wayne Arthurs-Todd Woodbridge | 6 | 6 | 6         |   |  |
| |        |                               |   |   |           |   |  |
| 4 |        | Joachim Johansson             | 3 | 6 | 6(4)      |   |  |
| 4 |        | Wayne Arthurs                 | 6 | 3 | 7         |   |  |
| |        |                               |   |   |           |   |  |
| 5 |        | Mangus Norman                 | 5 | 7 | 3         |   |  |
| 5 |        | Mark Philippoussis            | 7 | 5 | 6         |   |  |
| |        |                               |   |   |           |   |  |

| | Spania | 5                          | -    | 0 | Croația |   |  |
| --- | ------ | -------------------------- | ---- | - | ------- | - |  |
| Valencia Tennis Club, Valencia, Spania |        |                            |      |   |         |   |  |
| 4 - 6 aprilie 2003 |        |                            |      |   |         |   |  |
| \| 1 \| \| Juan Carlos Ferrero \| 6 \| 6 \| 7 \| \| \| \| 1 \| \| Mario Ančić \| 4 \| 2 \| 6(1) \| \| \| \| 2 \| \| Carlos Moyá \| 6(5) \| 6 \| 6 \| 6 \| \| \| 2 \| \| Ivan Ljubicic \| 7 \| 1 \| 4 \| 4 \| \| \| 3 \| \| Alex Corretja-Albert Costa \| 6 \| 6 \| 6 \| \| \| \| 3 \| \| Ivan Ljubičić-Lovro Zovko \| 2 \| 3 \| 4 \| \| \| \| \| \| \| \| \| \| \| \| \| 4 \| \| Albert Costa \| 6 \| 6 \| \| \| \| \| 4 \| \| Ivan Ljubičić \| 3 \| 4 \| \| \| \| \| \| \| \| \| \| \| \| \| \| 5 \| \| Alex Corretja \| 7 \| 6 \| \| \| \| \| 5 \| \| Mark Philippoussis \| 5 \| 3 \| \| \| \| \| \| \| \| \| \| \| \| \| |        |                            |      |   |         |   |  |
| 1 |        | Juan Carlos Ferrero        | 6    | 6 | 7       |   |  |
| 1 |        | Mario Ančić                | 4    | 2 | 6(1)    |   |  |
| 2 |        | Carlos Moyá                | 6(5) | 6 | 6       | 6 |  |
| 2 |        | Ivan Ljubicic              | 7    | 1 | 4       | 4 |  |
| 3 |        | Alex Corretja-Albert Costa | 6    | 6 | 6       |   |  |
| 3 |        | Ivan Ljubičić-Lovro Zovko  | 2    | 3 | 4       |   |  |
| |        |                            |      |   |         |   |  |
| 4 |        | Albert Costa               | 6    | 6 |         |   |  |
| 4 |        | Ivan Ljubičić              | 3    | 4 |         |   |  |
| |        |                            |      |   |         |   |  |
| 5 |        | Alex Corretja              | 7    | 6 |         |   |  |
| 5 |        | Mark Philippoussis         | 5    | 3 |         |   |  |
| |        |                            |      |   |         |   |  |

| | Argentina | 5                                 | -    | 0 | Rusia |   |  |
| --- | --------- | --------------------------------- | ---- | - | ----- | - |  |
| Club Atlético River Plate, Buenos Aires, Argentina |           |                                   |      |   |       |   |  |
| 4 - 6 aprilie 2003 |           |                                   |      |   |       |   |  |
| \| 1 \| \| David Nalbandian \| 6 \| 6 \| 7 \| \| \| \| 1 \| \| Nikolai Davidenko \| 2 \| 2 \| 5 \| \| \| \| 2 \| \| Gaston Gaudio \| 6 \| 6 \| 6 \| \| \| \| 2 \| \| Evgeni Kafelnikov \| 4 \| 0 \| 2 \| \| \| \| 3 \| \| L.Arnold Ker-D.Nalbandian \| 3 \| 6 \| 6 \| 6 \| \| \| 3 \| \| Evgeni Kafelnikov-Mikhail Youzhny \| 6 \| 3 \| 4 \| 3 \| \| \| \| \| \| \| \| \| \| \| \| 4 \| \| Mariano Zabaleta \| 6 \| 6 \| \| \| \| \| 4 \| \| Mikhail Youzhny \| 1 \| 4 \| \| \| \| \| \| \| \| \| \| \| \| \| \| 5 \| \| Gastón Gaudio \| 7 \| 6 \| \| \| \| \| 5 \| \| Nikolai Davidenko \| 6(4) \| 3 \| \| \| \| \| \| \| \| \| \| \| \| \| |           |                                   |      |   |       |   |  |
| 1 |           | David Nalbandian                  | 6    | 6 | 7     |   |  |
| 1 |           | Nikolai Davidenko                 | 2    | 2 | 5     |   |  |
| 2 |           | Gaston Gaudio                     | 6    | 6 | 6     |   |  |
| 2 |           | Evgeni Kafelnikov                 | 4    | 0 | 2     |   |  |
| 3 |           | L.Arnold Ker-D.Nalbandian         | 3    | 6 | 6     | 6 |  |
| 3 |           | Evgeni Kafelnikov-Mikhail Youzhny | 6    | 3 | 4     | 3 |  |
| |           |                                   |      |   |       |   |  |
| 4 |           | Mariano Zabaleta                  | 6    | 6 |       |   |  |
| 4 |           | Mikhail Youzhny                   | 1    | 4 |       |   |  |
| |           |                                   |      |   |       |   |  |
| 5 |           | Gastón Gaudio                     | 7    | 6 |       |   |  |
| 5 |           | Nikolai Davidenko                 | 6(4) | 3 |       |   |  |
| |           |                                   |      |   |       |   |  |

## Semifinale
| | Australia | 3                             | - | 2    | Elveția |   |   |
| --- | --------- | ----------------------------- | - | ---- | ------- | - | - |
| Melbourne Park, Rod Laver Arena, Melbourne, Australia |           |                               |   |      |         |   |   |
| 19 - 21 februarie 2003 |           |                               |   |      |         |   |   |
| \| 1 \| \| Lleyton Hewitt \| 6 \| 6 \| 6 \| \| \| \| 1 \| \| Michel Kratochvil \| 4 \| 4 \| 1 \| \| \| \| 2 \| \| Mark Philippoussis \| 3 \| 4 \| 6(3) \| \| \| \| 2 \| \| Roger Federer \| 6 \| 6 \| 7 \| \| \| \| 3 \| \| Wayne Arthurs-Todd Woodbridge \| 4 \| 7 \| 5 \| 6 \| 6 \| \| 3 \| \| Roger Federer-Marc Rosset \| 6 \| 6(5) \| 7 \| 4 \| 4 \| \| \| \| \| \| \| \| \| \| \| 4 \| \| Lleyton Hewitt \| 5 \| 2 \| 7 \| 7 \| 6 \| \| 4 \| \| Roger Federer \| 7 \| 6 \| 6(4) \| 5 \| 1 \| \| \| \| \| \| \| \| \| \| \| 5 \| \| Todd Woodbridge \| 4 \| \| \| \| \| \| 5 \| \| Michel Kratochvil \| 6 \| \| \| \| \| \| \| \| \| \| \| \| \| \| |           |                               |   |      |         |   |   |
| 1 |           | Lleyton Hewitt                | 6 | 6    | 6       |   |   |
| 1 |           | Michel Kratochvil             | 4 | 4    | 1       |   |   |
| 2 |           | Mark Philippoussis            | 3 | 4    | 6(3)    |   |   |
| 2 |           | Roger Federer                 | 6 | 6    | 7       |   |   |
| 3 |           | Wayne Arthurs-Todd Woodbridge | 4 | 7    | 5       | 6 | 6 |
| 3 |           | Roger Federer-Marc Rosset     | 6 | 6(5) | 7       | 4 | 4 |
| |           |                               |   |      |         |   |   |
| 4 |           | Lleyton Hewitt                | 5 | 2    | 7       | 7 | 6 |
| 4 |           | Roger Federer                 | 7 | 6    | 6(4)    | 5 | 1 |
| |           |                               |   |      |         |   |   |
| 5 |           | Todd Woodbridge               | 4 |      |         |   |   |
| 5 |           | Michel Kratochvil             | 6 |      |         |   |   |
| |           |                               |   |      |         |   |   |

| | Spania | 3                                | - | 2 | Argentina |   |   |
| --- | ------ | -------------------------------- | - | - | --------- | - | - |
| Palacio de Deportes Jose Ma Martin Carpena, Malaga, Spania |        |                                  |   |   |           |   |   |
| 19 - 21 februarie 2003 |        |                                  |   |   |           |   |   |
| \| 1 \| \| Juan Carlos Ferrero \| 6 \| 6 \| 6 \| \| \| \| 1 \| \| Gaston Gaudio \| 0 \| 0 \| 0 \| \| \| \| 2 \| \| Carlos Moyá \| 5 \| 2 \| 6 \| 6 \| 6 \| \| 2 \| \| Mariano Zabaleta \| 7 \| 6 \| 2 \| 0 \| 1 \| \| 3 \| \| Alex Corretja-Albert Costa \| 3 \| 6 \| 4 \| 2 \| \| \| 3 \| \| Lucas Arnold Ker-Agustin Calleri \| 6 \| 1 \| 6 \| 6 \| \| \| \| \| \| \| \| \| \| \| \| 4 \| \| Juan Carlos Ferrero \| 4 \| 5 \| 1 \| \| \| \| 4 \| \| Agustin Calleri \| 6 \| 7 \| 6 \| \| \| \| \| \| \| \| \| \| \| \| \| 5 \| \| Carlos Moyá \| 6 \| 6 \| 6 \| \| \| \| 5 \| \| Gaston Gaudio \| 1 \| 4 \| 2 \| \| \| \| \| \| \| \| \| \| \| \| |        |                                  |   |   |           |   |   |
| 1 |        | Juan Carlos Ferrero              | 6 | 6 | 6         |   |   |
| 1 |        | Gaston Gaudio                    | 0 | 0 | 0         |   |   |
| 2 |        | Carlos Moyá                      | 5 | 2 | 6         | 6 | 6 |
| 2 |        | Mariano Zabaleta                 | 7 | 6 | 2         | 0 | 1 |
| 3 |        | Alex Corretja-Albert Costa       | 3 | 6 | 4         | 2 |   |
| 3 |        | Lucas Arnold Ker-Agustin Calleri | 6 | 1 | 6         | 6 |   |
| |        |                                  |   |   |           |   |   |
| 4 |        | Juan Carlos Ferrero              | 4 | 5 | 1         |   |   |
| 4 |        | Agustin Calleri                  | 6 | 7 | 6         |   |   |
| |        |                                  |   |   |           |   |   |
| 5 |        | Carlos Moyá                      | 6 | 6 | 6         |   |   |
| 5 |        | Gaston Gaudio                    | 1 | 4 | 2         |   |   |
| |        |                                  |   |   |           |   |   |

## Finala
| | Australia | 3                             | -  | 1   | Spania |      |   |
| --- | --------- | ----------------------------- | -- | --- | ------ | ---- | - |
| Melbourne Park, Rod Laver Arena, Melbourne, Australia |           |                               |    |     |        |      |   |
| 28 - 30 noiembrie 2003 |           |                               |    |     |        |      |   |
| \| 1 \| \| Lleyton Hewitt \| 3 \| 6 \| 3 \| 7 \| 6 \| \| 1 \| \| Juan Carlos Ferrero \| 6 \| 3 \| 6 \| 6(0) \| 2 \| \| 2 \| \| Mark Philippoussis \| 4 \| 4 \| 6 \| 6(4) \| \| \| 2 \| \| Carlos Moya \| 6 \| 6 \| 4 \| 7 \| \| \| 3 \| \| Wayne Arthurs-Todd Woodbridge \| 6 \| 6 \| 6 \| \| \| \| 3 \| \| Alex Corretja-Feliciano Lopez \| 3 \| 1 \| 3 \| \| \| \| \| \| \| \| \| \| \| \| \| 4 \| \| Mark Philippoussis \| 7 \| 6 \| 1 \| 2 \| 6 \| \| 4 \| \| Juan Carlos Ferrero \| 5 \| 3 \| 6 \| 6 \| 0 \| \| \| \| \| \| \| \| \| \| \| 5 \| \| Lleyton Hewitt \| Nu \| s-a \| jucat \| \| \| \| 5 \| \| Carlos Moya \| Nu \| s-a \| jucat \| \| \| \| \| \| \| \| \| \| \| \| |           |                               |    |     |        |      |   |
| 1 |           | Lleyton Hewitt                | 3  | 6   | 3      | 7    | 6 |
| 1 |           | Juan Carlos Ferrero           | 6  | 3   | 6      | 6(0) | 2 |
| 2 |           | Mark Philippoussis            | 4  | 4   | 6      | 6(4) |   |
| 2 |           | Carlos Moya                   | 6  | 6   | 4      | 7    |   |
| 3 |           | Wayne Arthurs-Todd Woodbridge | 6  | 6   | 6      |      |   |
| 3 |           | Alex Corretja-Feliciano Lopez | 3  | 1   | 3      |      |   |
| |           |                               |    |     |        |      |   |
| 4 |           | Mark Philippoussis            | 7  | 6   | 1      | 2    | 6 |
| 4 |           | Juan Carlos Ferrero           | 5  | 3   | 6      | 6    | 0 |
| |           |                               |    |     |        |      |   |
| 5 |           | Lleyton Hewitt                | Nu | s-a | jucat  |      |   |
| 5 |           | Carlos Moya                   | Nu | s-a | jucat  |      |   |
| |           |                               |    |     |        |      |   |